# Famille von Grolman
La famille von Grolman est une famille de la petite noblesse allemande, originaire de Rhénanie-du-Nord-Westphalie.

## Historique
Le premier ancêtre mentionné est Arndt Grolman, citoyen de Bochum, né en 1570 et décédé vers 1632. Par la suite, les Grolman s'illustreront par les Armes dans l'armée prussienne, et participeront activement à la vie politique allemande.

## Armes

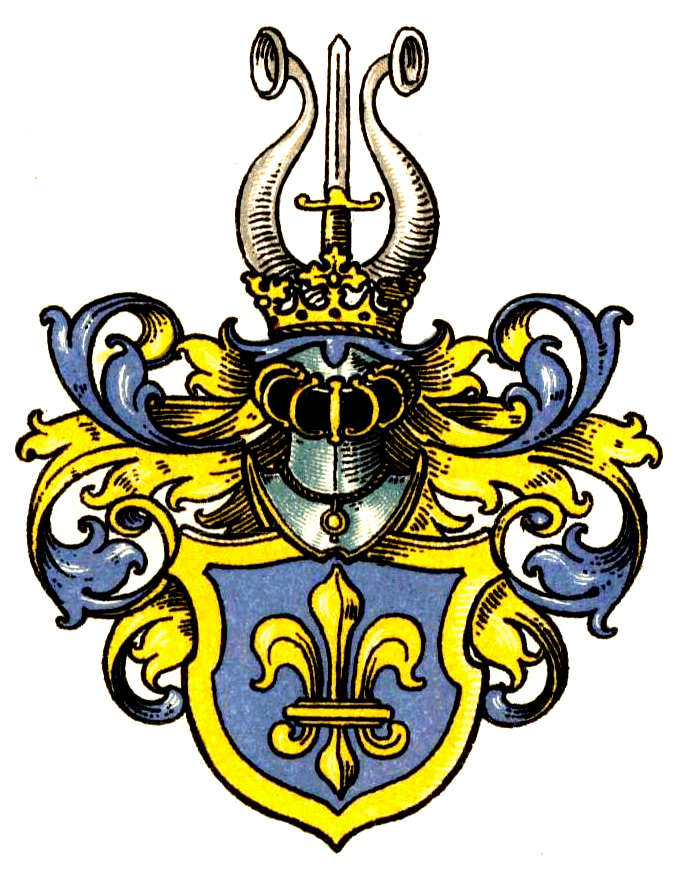
Blason des Grolman en 1741

## Personnalités
- Eduard von Grolman (de) (1812-1890), ministre hessois
- Ernst von Grolman (1832-1904), général prussien
- Friedrich Georg Ludwig von Grolman (de) (1726-1789), colonel prussien
- Friedrich von Grolman (de) (1784-1859), homme politique hessois
- Friedrich von Grolman (de) (1817-1881), général prussien
- Heinrich Dietrich von Grolman (1740-1840), Président du Tribunal Prussien à Berlin
- Helmuth von Grolman (de) (1898-1977), général et homme politique allemand
- Karl Ludwig Wilhelm von Grolman (de) (1775-1829), avocat, homme d'État, Premier ministre
- Karl Wilhelm Georg Grolman (1777-1843), général prussien
- Wilhelm Heinrich von Grolman (de) (1781-1856), président du Conseil privé de Prusse
- Wilhelm von Grolman (1829-1893), général prussien
- Wilhelm von Grolman (1894-1985), homme politique allemand (NSDAP)

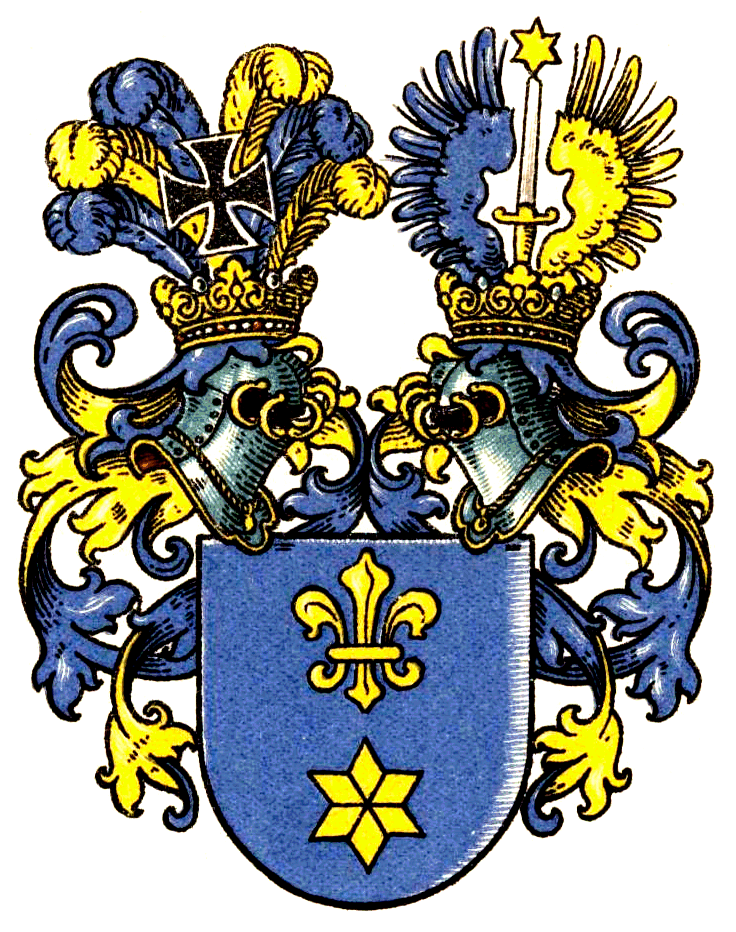
Blason des Grolman en 1871
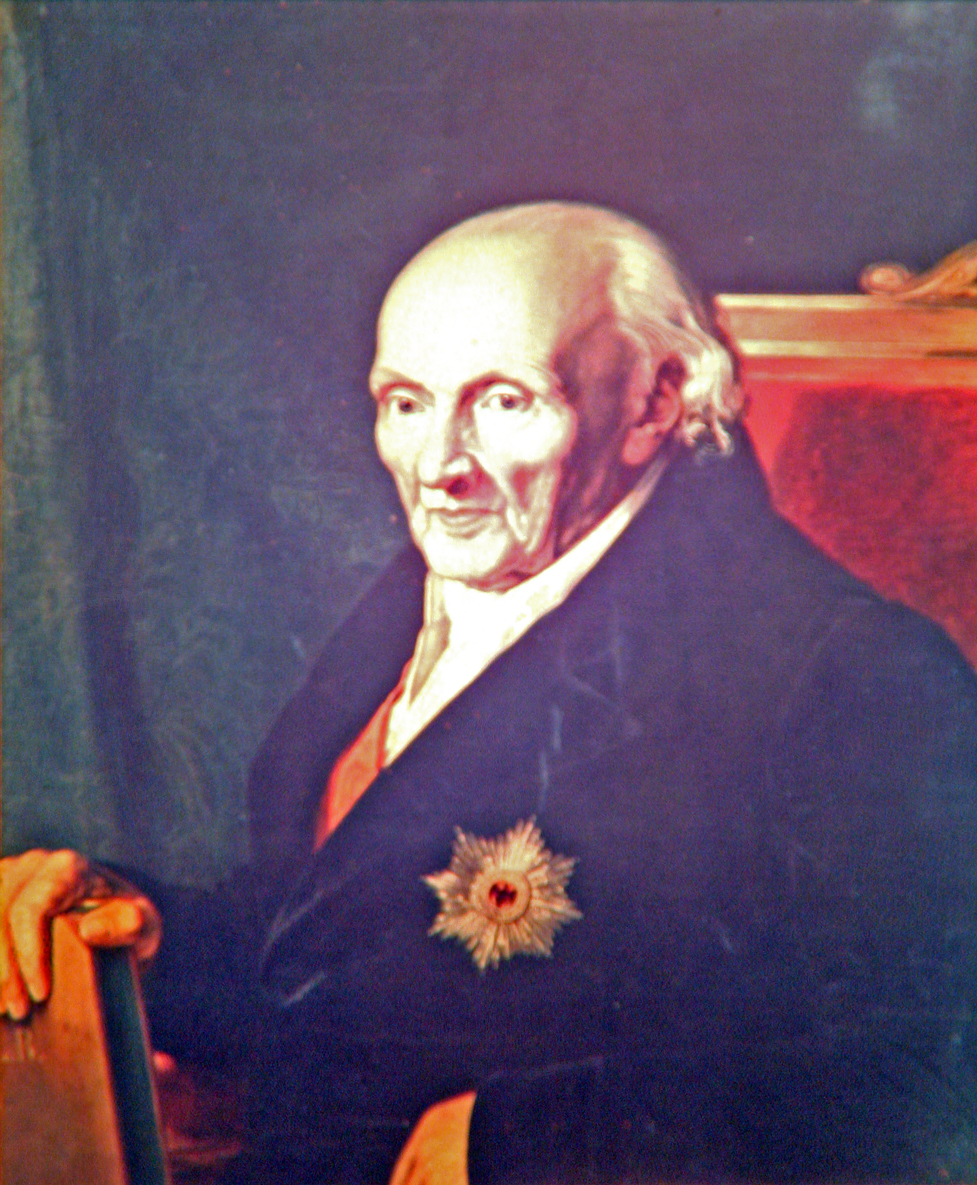
Portrait de Heinrich Dietrich von Grolman (1740-1840)
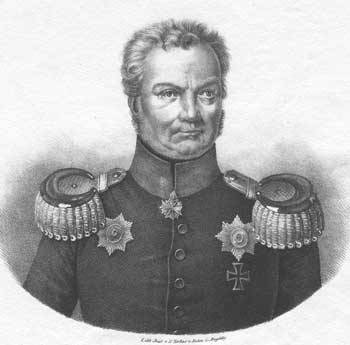
Général Karl von Grolman (1777-1843)